# Reveille with Beverly
Reveille with Beverly è un film del 1943 diretto da Charles Barton.
In questo film, Ann Miller interpreta la commessa di un negozio di dischi che diventa disc-jockey per i soldati. Frank Sinatra fa una breve apparizione come cantante interpretando Night and Day accompagnato da un gruppo di raffinate pianiste.